# Guernseyko

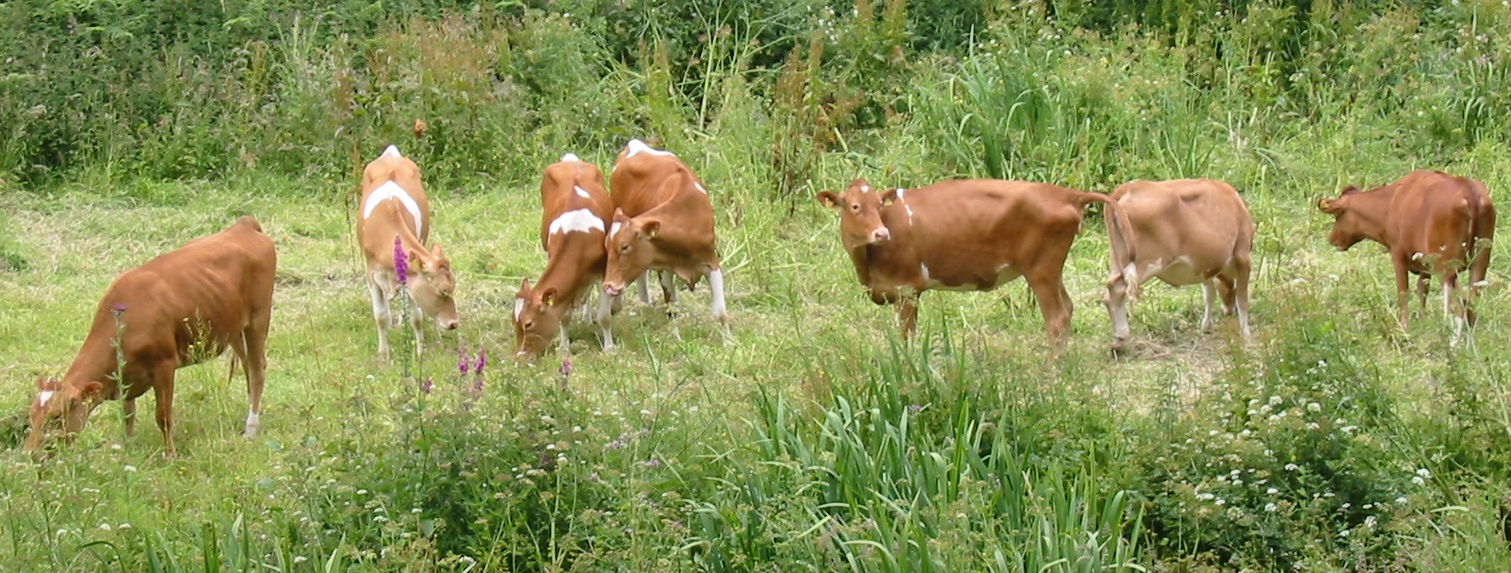
Guernseyboskap i St Saviour's, Guernsey

Guernseyko är en ras av nötkreatur som hålls för mjölkproduktion. Rasen är berömd för mjölkens höga kvalitet. Mjölken är markant gul, eftersom den innehåller mycket betakaroten. Mjölken har också hög fett- och proteinhalt, upp till 5 respektive 3,7 procent. En ko producerar omkring 6000 liter mjölk per år.

## Kännetecken
Guernseykon väger 450 till 500 kilogram, litet mer än en genomsnittlig Jerseyko, som oftast väger omkring 450 kilogram. Tjuren väger 600 till 700 kilogram. Det är en härdig ras som har många noterbara fördelar för mejeribonden framför andra raser. Dessa inkluderara god mjölkproduktion, låg förekomst av svåra kalvningar och lång livslängd. En nackdel är dock att den kan vara något aggressiv.

## Historik
Guernseykon framavlades på den brittiska kanalön Guernsey i början av 1700-talet. Den tros vara en korsning mellan två andra nötkreatursraser, Isigny cattle från Frankrike och Fromenten du Léon från Storbritannien. Guernseyen antecknades första gången som en egen ras omkring år 1700. År 1789 förbjöds import av utländska nötkreatur till Guernsey enligt lag för att behålla rasens renhet, även om en del boskap som evakuerades från Alderney under andra världskriget senare också användes i aveln. Export av nötkreatur och tjursperma var ett tag ekonomiskt betydelsefull för ön och under det tidiga 1900-talet exporterades ett stort antal Guernseykor till USA. I dag är rasen väletablerad i länder som Storbritannien, USA, Kanada och Sydafrika.